# جزيء ضخم

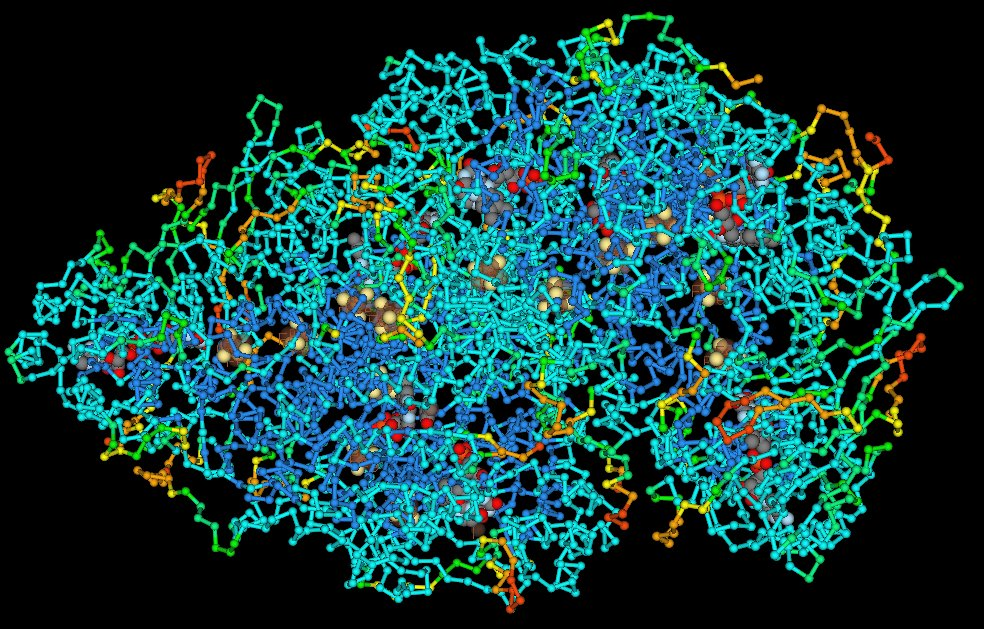
صورة توضيحية لبنية البوليببتيد الذي يعد أحد أمثلة الجزيئات الضخمة

الجزيء الضخم أو الجزيء الماكروي أو الجزيء الكبير  (بالإنجليزية: macromolecule) هو جزيء ضخم جداً غالباً ما يتم إنتاجه من خلال إحدى اشكال البلمرة. ففي الكيمياء الحيوية على سبيل المثال، يُستخدم المصطلح في مجالات الأربعة بوليمرات الحيوية (المتمثلة في الأحماض النووية، البروتينات، الكربوهيدرات والليبيدات)، بالإضافة إلى الجزيئات غير البوليمرية ذات الكتلة الجزيئية الضخمة والتي منها الدوائر الضخمة (بالإنجليزية: macrocycle). هذا ويُطلق على الجزيئات التأسيسية والتي يتم تجميع الجزيئات الضخمة منها مصطلح المونومرات (مونو (mono) يشير إلى المفرد، ميروس (meros) يشير إلى الجزء= أي تعني الأجزاء المفردة).

## الاستخدام
وكان أول من صاغ مصطلح (الجزيء الضخم ) (بالإنجليزية: macromolecule) هوالعالم الكيميائي الحائز على جائزة نوبل هرمان شتاودنغر في العشرينات من القرن العشرين، على الرغم من أن أول إصداراته في هذا المجال ذكرت فقط (مركبات جزيئية عالية) (بالإنجليزية: high molecular compounds) (والتي تزيد عن 1.000 ذرةً). في حين حمل مصطلح (البوليمر ) في نفس تلك الفترة الزمنية والذي استخدمه يونس ياكوب بيرتسيليوس في عام 1833 معناً مختلفاً عما هو الوضع عليه في يومنا هذا: حيث أنه كان ببساطة صورةً أخرى من صور التماكب مع البنزين والأسيتيلين، كما أنه كانت لها علاقةٌ ضيئلةٌ لها بالحجم.
إلا أن استخدام المصطلح لوصف جزيئاتٍ ضخمةٍ  أسفر عن تنوع الأنظمة. فعلى سبيل المثال، في حين يشير علم الأحياء إلى الجزيئات الضخمة على أنها أربعة جزيئاتٍ ضخمةٍ تشكل الأشياء الحية، ففي الكيمياء، يشير المصطلح نفسه إلى تجمعات إثنين أو أكثر من الجزيئات الضخمة الممسوكة أو المحتجزة معاً بواسطة القوى بين الجزيئية بدلاً من الرابطة التساهمية ولكنها لا تنفصل بسهولةٍ.
إلا أنه وفقا للتعريف القياسيً للإتحاد الدولي للكيمياء البحتة والتطبيقية، فإن مصطلح جزيء ضخم  يُستخدم في علم البوليمر للإشارة إلى جزيء مفرد واحد فقط. فعلى سبيل المثال جزيء بوليمري واحد يتم وصفه غالباً على أنه (جزيء ضخم) أو (جزيء بوليمري) بدلاً من مجرد استخدام لفظ (بوليمر)، والذي يفترض أنه عبارة عن مادةٍ كيميائيةٍ مكونةٍ من جزيئاتٍ ضخمةٍ.

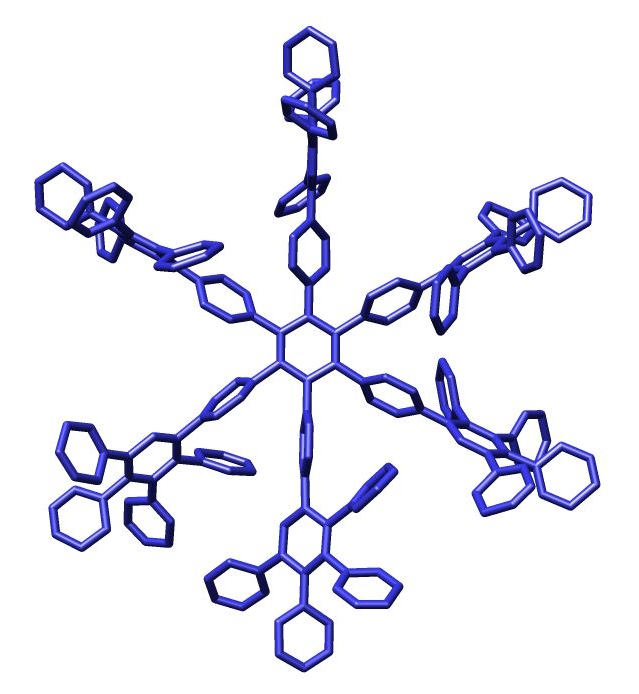
تركيب جزيء البولي فيلين ديندريمر الضخم وفقاً لتقرير مولين وآخرين.

هذا وبسبب أحجامها، لا يمكن وصف الجزيئات الضخمة بصورةٍ ملائمةٍ في ضوء قياس اتحادية العناصر وحدها. حيث أن تركيب بنية الجزيئات الضخمة الصغيرة، والتي منها على سبيل المثال هوموبوليمر (homopolymers)، يمكن وصفه في ضوء وحدة المونيمر الفرعية الفردية وإجمالي الكتلة الجزيئية. وعلى صعيدٍ آخرٍ، فإن الجزيئات الحيوية الضخمة المعقدة (بالإنجليزية: biomacromolecules) تتطلب وصفاً تركيبياً متعدد الأوجه مثل تسلسل الهياكل المستخدمة لوصف البروتينات.

## الخصائص
غالباً ما يكون للمواد المكونة من جزيئاتٍ ضخمةٍ مجموعةٍ من الخصائص الفيزيائية غير التقليديةٍ. فعلى الرغم من صغرها المتناهي حيث لا تُرى بالعين، فإن القطع الفردية للحمض النووي (دنا) في المحلول يتم تكسيرها ببساطةٍ إلى جزئين بواسطة تقسيم المحلول عبر الهشيم العادي. إلا أن هذه العملية ليست بجائزةٍ في حالة الجزيئات الصغيرة. كما أكدت طبعة 1964 من كتاب لينوس باولنغ "College Chemistry" أن الحمض النووي في الطبيعة لا يكون أطول من 5.000 (زوجاً قاعدياً. وغالباً ما يحدث مثل هذا الخطأ بسبب قيام الكيميائيين عن غير قصدٍ وباستمرارٍ عيناتها إلى أجزاءٍ أصغر حجماً. فعلى سبيل المثال يمكن تكسير الحمض النووي للكروموسومات في الواقع إلى مئات المليونات من الأزواج القاعدية في الطول.
ومن الصفات الشائعة المميزة للجزيئات الضخمة دون غيرها من الجزيئات الأصغر حجماً، الحاجة إلى المساعدة في حل المحلول. فالعديد يتطلب الأملاح أو أيوناتٍ خاصةٍ ليتم حله في الماء. حيث قد تتشوه البروتينات إذا كان تركيز المذاب عالياً بدرجةٍ كبيرةٍ أو منخفضاً بدرجةٍ تفوق الحد المسموح به.
كما أن التركيزات العالية للجزيئات الضخمة في المحلول قد تُغير من معدلات وثابت توازن التفاعل الخاصة بالجزيئات الضخمة الأخرى، وذلك من خلال تأثيرٍ معروفٍ باسم ظاهرة الزحام الجزيئي (بالإنجليزية: macromolecular crowding). ويأتي هذا من خلال كمية مستبعدة (بالإنجليزية: excluded volume) الجزيئات الضخمة للجزيئات الأخرى من قدرٍ ضخمٍ من كمية المحلول، ومن ثم، زيادة التركيز الفعال (بالإنجليزية: Activity (chemistry)) للجزيئات.

## أمثلة
من أمثلة الجزيئات الضخمة الحيوية البوليمرات الحيوية (كالكربوهيدرات، البروتينات، والليبيدات) والبوليمرات المصطنعة (البلاستيكيات، الفيبر الصناعي والمطاط).
هذا ومن الأمثلة الأخرى على الجزيئات الضخمة، ولكن غير العضوية منها، الألماس، الغرافيت والرمل. كمه أنه يُطْلَقُ عليها كذلك الجزيئات العملاقة.

## وصلات خارجية
- ملخص مختصر للفصل الخامس/ Campbell & Reece, 2002
- ملاحظات محاضرةٍ على تركيب ووظيفة الجزيئات الضخمة.
- مقال تقديمي (مجاني) حول الجزيئات الضخمة من مقرراتٍ قائمةٍ على الإنترنت. نسخة محفوظة 18 يوليو 2011 على موقع واي باك مشين.
- الجزيئات الضخمة! بقلم أوليسيس ماجي، مجلة (ISSA) شتاء 2002-2003, رقم دولي معياري للدوريات 1540-9864. نسخة إلكترونية لملف بي دي إف مفقود. تم استرجاعه في 10 مارس 2010. المقال مبني على كتاب «علم البوليمر التدخلي: Staudinger، Carothers، ونشأة كيمياء الجزيئات الضخمة» تأليف: ياسو فوروكوا.